# Tomomi Kawata
Tomomi Kawata (født 30. juni 1990) er en kvindelig håndboldspiller fra Japan. Hun spiller på Japans kvindehåndboldlandshold, og deltog under VM 2019 i Japan.